# Niederhausen (Nahe)
Pour les articles homonymes, voir Niederhausen.
Niederhausen est une municipalité allemande située dans le land de Rhénanie-Palatinat et l'arrondissement de Bad Kreuznach.

## Notes et références

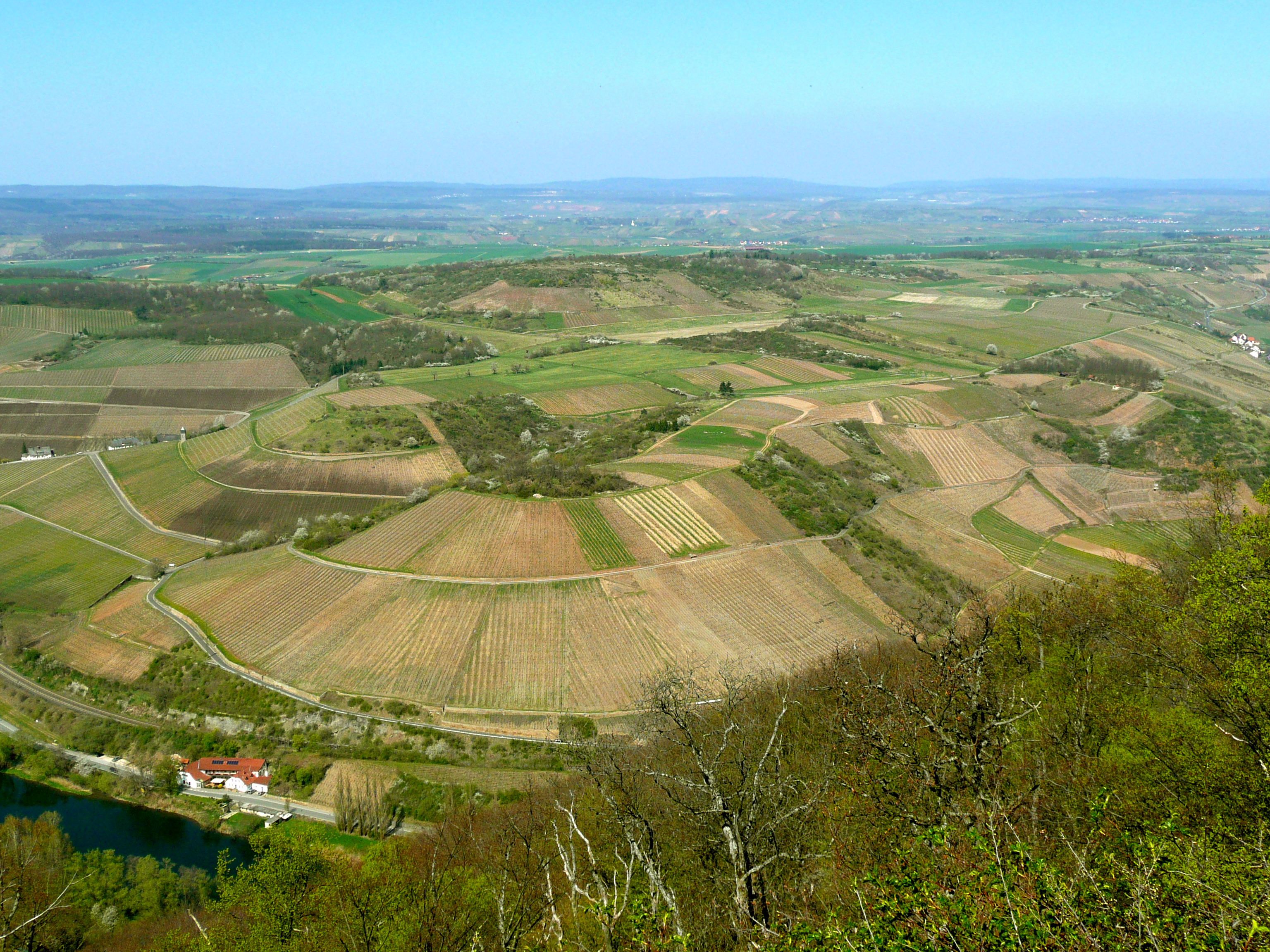
Les vignobles de Niederhausen vus depuis l'autre rive de la Nahe.

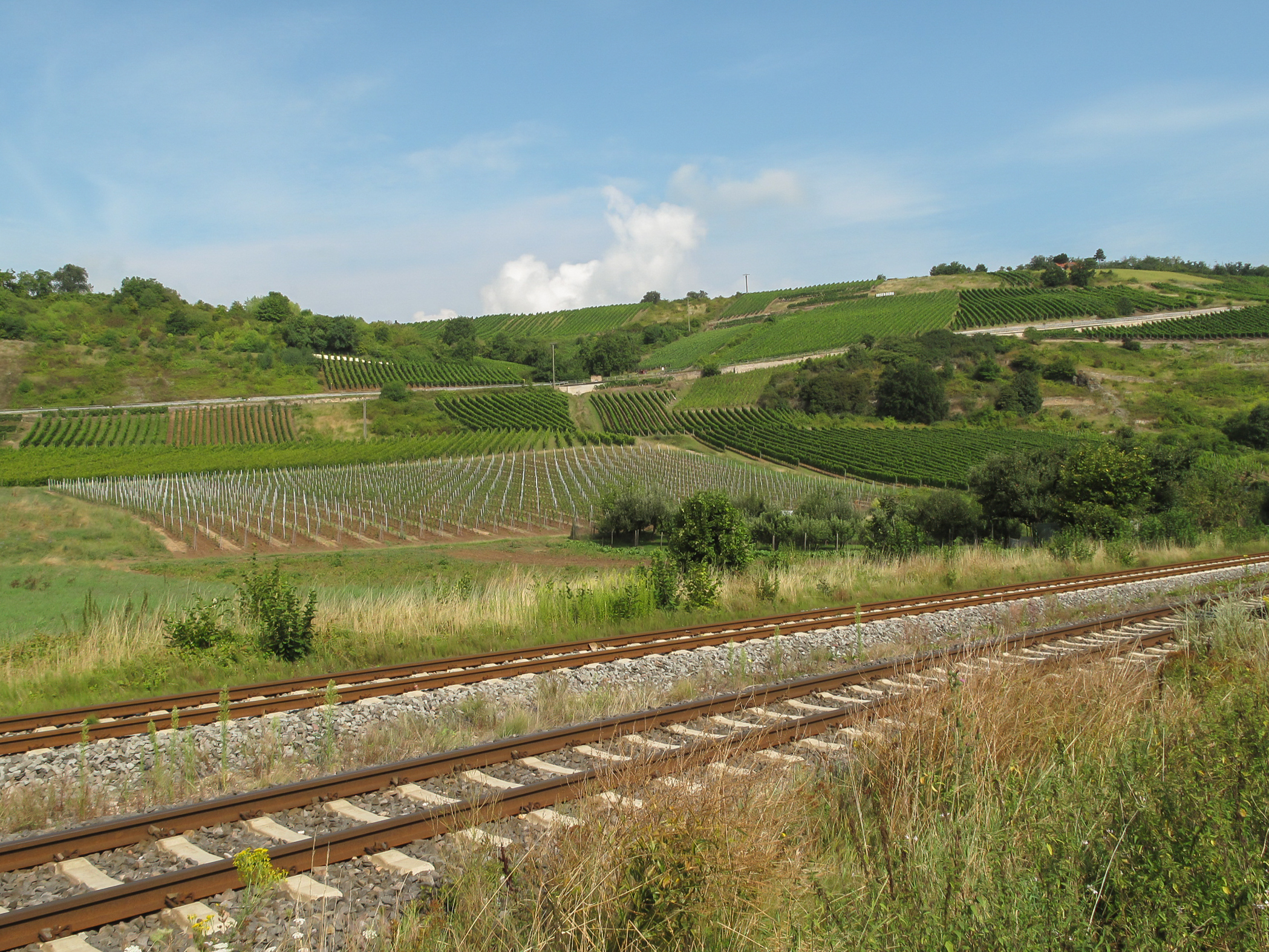
Panorama près de Niederhausen